# Gens Cesia

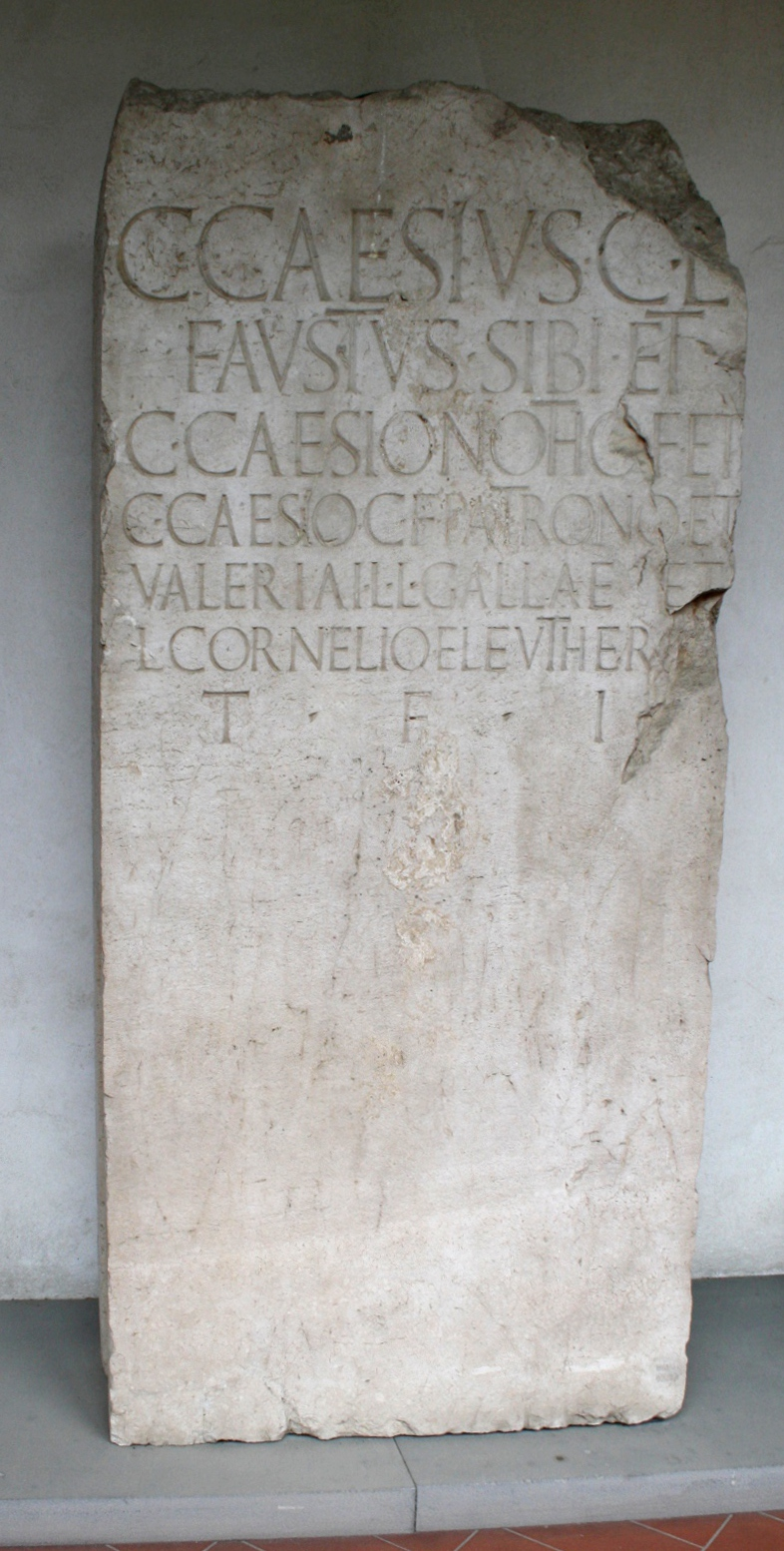
Tumba de Gayo Caesio Fausto.

La gens Cesia fue una familia de plebeyos en la Antigua Roma durante la República tardía, y a través del tiempo imperial. El primer miembro importante de la gens fue Marcus Caesius, pretor en 75 a. C. Bajo el Imperio, la gens se distinguió por sus logros literarios.

## Origen de la gens
El nomen de los Caesii puede ser derivado del adjetivo latino caesius, significando un ligero color azul o gris-azulado, típicamente utilizado para referirse al color de los ojos de una persona.  La misma raíz puede haber dado lugar al praenomen Caeso, y quizás también al cognomen Caesar.

## Praenomina utilizadas por la gens
Se sabe que los Caesii utilizaron los praenomina Marcus, Lucius, Titus, Publius, y Sextus.

## Ramas y cognomina de la gens
No se conoce que los Caesii hayan utilizado cognomina bajo la República. En tiempo imperial, aparecen los apellidos Cordus, Bassus, Nasica, y Taurinus. Los tres primeros son típicos cognomina latinos, mientras Taurinus puede indicar que su portador era originario de Taurinum, en el norte de Italia.